# Ermesinda
Ermesinda, también llamada Ormisenda, Ermisinda y Ermisend, era hija del rey don Pelayo y de la reina Gaudiosa y reina consorte de Asturias por su matrimonio con el rey Alfonso I el Católico, hijo del duque Pedro de Cantabria.

## Biografía
Según la Crónica Albeldense, era hija del rey don Pelayo y de su esposa, la reina Gaudiosa, y hermana del rey Favila de Asturias. A la muerte de su padre, primer rey de Asturias, Ermesinda transmitió sus derechos al trono de Asturias a su esposo, hijo del duque Pedro de Cantabria, que pasó a ser rey de Asturias con el nombre de Alfonso I el Católico. 
Se desconocen sus fechas de nacimiento y defunción, aunque la primera debió de ocurrir en algún momento comprendido entre los años 720 y 730, probablemente en Asturias. Dicho acontecimiento no está documentado, al igual que la mayoría de los sucesos, hechos y personajes de esa época.

## Sepultura
Después de su muerte, el cadáver de la reina Ermesinda recibió sepultura, según refieren el obispo Sebastián de Salamanca y la Primera Crónica General, en el monasterio de Santa María, cercano al municipio de Cangas de Onís. Dicho monasterio, según refirió el cronista cordobés Ambrosio de Morales, es el de Covadonga. En el mismo monasterio fue sepultado su esposo, el rey Alfonso I el Católico. En el siglo XVI, el cronista Ambrosio de Morales describió del siguiente modo las tumbas del rey Alfonso I el Católico y de su esposa Ermesinda, ubicadas en la Santa Cueva de Covadonga:

"Su tumba es la que está al cabo de la iglesia frontero del altar mayor, en una pequeña cueva. En partes está labrada. Es un lucillo de piedra lisa, con cubierta de una pieza, de cuatro pies de ancho a la cabecera y dos a los pies, como ataúd, pero cubierta llana y no tumbada. Su largo, doce pies y tres en alto."

En el sepulcro, que se supone contiene los restos del rey Alfonso I el Católico y los de su esposa, la reina Ermesinda, y que se encuentra colocado en la Santa Cueva de Covadonga, Asturias, fue grabado el siguiente epitafio:

"AQVI YAZE EL CATOLICO Y SANTO REI DON ALONSO EL PRIMERO I SV MVJER DOÑA ERMENISINDA ERMANA DE DON FAVILA A QVIEN SVCEDIO. GANO ESTE REY MVCHAS VITORIAS À LOS MOROS. FALLECIO EN CANGAS AÑO DE 757."

## Matrimonio y descendencia
Fruto de su matrimonio con el rey Alfonso I el Católico, hijo del duque Pedro de Cantabria, nacieron tres hijos:
- Fruela I (722-768). A la muerte de su padre se convirtió en rey de Asturias. Fue sepultado junto con su esposa, la reina Munia de Álava, ante la iglesia de San Salvador de Oviedo que él había fundado.
- Vimarano (¿?-765). Fue asesinado por su hermano, el rey Fruela I de Asturias.
- Adosinda. Contrajo matrimonio con el rey Silo de Asturias, sexto rey de Asturias. Fue sepultada junto con su esposo en la iglesia de San Juan de Santianes de Pravia.

| Predecesora: Froiluba | Reina consorte de Asturias 739-757 | Sucesora: Munia de Álava |